# Дуковце
Дуковце (словац. Dukovce) — село в Словаччині, Свидницькому окрузі Пряшівського краю. Розташоване в північно-східній частині Словаччини в Низьких Бескидах.
Уперше згадується у 1401 році.
Село не має свій храм, але воно зрослося із сусіднім селом Желмановце, де є римо-католицький костел.

## Населення
| Рік:            | 1993 | 2003 | 2013    | 2023     |
| --------------- | ---- | ---- | ------- | -------- |
| Кількість осіб: | 0    | 247  | 264     | 309      |
| Різниця:        |      | –    | +6,88 % | +17,04 % |

| Рік:            | 2022 | 2023    |
| --------------- | ---- | ------- |
| Кількість осіб: | 298  | 309     |
| Різниця:        |      | +3,69 % |

В селі проживає 253 осіб.
Національний склад населення (за даними останнього перепису населення — 2001 року):
- словаки — 100,0 %

Склад населення за приналежністю до релігії станом на 2001 рік:
- римо-католики — 76,73 %,
- протестанти — 22,04 %,
- греко-католики — 0,41 %,
- не вважають себе віруючими або не належать до жодної вищезгаданої церкви- 0,82 %

## Географія
Протікає річка Тополя.